# Pterolophia densefasciculata
Pterolophia densefasciculata là một loài bọ cánh cứng trong họ Cerambycidae.